# Big Bang (gruppo musicale)
I Big Bang (빅뱅?) sono un gruppo musicale sudcoreano formatosi a Seul nel 2006, sotto contratto con la YG Entertainment.
Il gruppo è composto da 3 membri: G-Dragon, Taeyang e Kang Dae-sung; del gruppo facevano parte anche T.O.P e Seungri, che però si è ritirato dal mondo dello spettacolo. I Big Bang spesso sono citati come uno dei gruppi più influenti dell'industria del pop rock aiutando a diffondere l'ondata coreana a livello internazionale, e vengono soprannominati i Re del K-pop dai media.
Il loro uso sperimentale è diversificato dei generi musicali, il coinvolgimento personale nella produzione dei propri dischi e le esibizioni sul palco sono stati ammirati dalla critica musicale e hanno avuto influenza su numerosi artisti K-pop e internazionali.
Nonostante il loro album di debutto, Bigbang Vol. 1, ricevendo un tiepido ricevimento, il successo è stato seguito da una serie di successi importanti attribuiti al quintetto, tra cui "Lies", che ha superato le principali classifiche musicali coreane per un record- battendo sei settimane consecutive e vinto Song of the Year al Mnet Km Music Festival del 2007 e ai Seoul Music Awards del 2008 "Last Farewell" e "Sunset Glow". Dopo aver ricevuto il premio Artista of the Year dal Mnet Korean Music Festival del 2008 e dal Seoul Music Award del 2008, il gruppo ha ampliato la propria immagine in Giappone, pubblicando quattro album in studio, Big Bang, Big Bang 2, Alive e Made Series, tutti certificati oro dalla Recording Industry Association of Japan.
Dopo una pausa di due anni in Corea del Sud, il gruppo ha prodotto registrazioni sempre più innovative e acclamate dalla critica. Il loro quarto EP, Tonight, ha portato alla loro comparsa come vincitore del Best Worldwide Act inaugurale agli MTV Europe Music Awards 2011. Il loro quinto EP, Alive, è diventato il primo album coreano a comparire sulla Billboard 200. Il loro terzo album, Made, è stato preceduto da diversi singoli che sono arrivati in classifica, vincendo il loro terzo Artist of the Year. premio ai Mnet Asian Music Awards 2015 e il loro primo ai Melon Music Awards 2015. Il tour mondiale di supporto ha riunito 1,5 milioni di persone presenti, il che lo ha reso il tour più seguiti da un gruppi coreano della storia.
I Big Bang hanno registrato un record di 18 canzoni tutte arrivate prime in classifica sul servizio di musica online Melon per 51 settimane, più di ogni altro artista. Il gruppo ha venduto oltre 140 milioni di dischi, rendendoli uno dei gruppi che più hanno venduto al mondo, battendo gruppi statunitensi come i Backstreet Boys e i Jackson Five. Forbes Corea li ha classificati come una delle celebrità più potenti della Corea del Sud nel 2010, 2012, 2013, 2014 e 2016. Furono anche i primi artisti coreani ad entrare nella Celebrity 100 di Forbes e nella lista dei musicisti under 30 più influenti il mondo, nel 2016 e 2017, rispettivamente.

## Storia

### 2000-2006: formazione e il debutto
Prima del debutto del gruppo, alcuni membri già facevano parte della YG Entertainment ovverosia G-Dragon e Taeyang, già all'età di undici anni. Dopo che G-Dragon fu contattato dalla YG Entertainment per possibili candidati per un nuovo gruppo maschile, G-Dragon contattò T.O.P, il suo amico d'infanzia, che ha portato a quest'ultimo a fare un provino. All'epoca, T.O.P era un rapper con il nome d'arte "Tempo". Una delle sue tracce più famose era "Buckwild" con NBK Gray. Seungri apparve per la prima volta nella serie televisiva Let's Cokeplay: Mnet Battle Shinhwa. La formazione originaria era composta da sei membri: i già citati insieme a Kang Dae-sung e Hyun-seung. La loro formazione però fu cambiata; Prima del loro debutto ufficiale, Hyun-seung venne eliminato.
I Big Bang tennero il loro debutto ufficiale il 19 agosto 2006 all'Olympic Gymnastics Arena di Seul durante il Concerto per il decimo anniversario della YG. Il loro primo singolo Bigbang, pubblicato poco dopo, conteneva le canzoni We Belong Together, A Fool Of Tears e This Love. Il singolo continuò a vendere quasi 40.000 copie. Il secondo singolo, BigBang Is V.I.P, pubblicato a settembre, superò le 32.000 copie vendute. Il loro ultimo singolo, Bigbang 03, seguì, con vendite finali vicine a 40.000 copie. Il gruppo ricevette il premio come New Artist of the Month per il mese di ottobre ai Cyworld Digital Music Awards del 2006. A dicembre, il gruppo tenne il loro primo concerto, The Real, all'Olympic Gymnastics Arena davanti a 12.000 fan. L'uscita del loro album di debutto, BigBang Vol. 1 continuò a vendere oltre 110.000 copie.

### 2007-2008: debutto giapponese

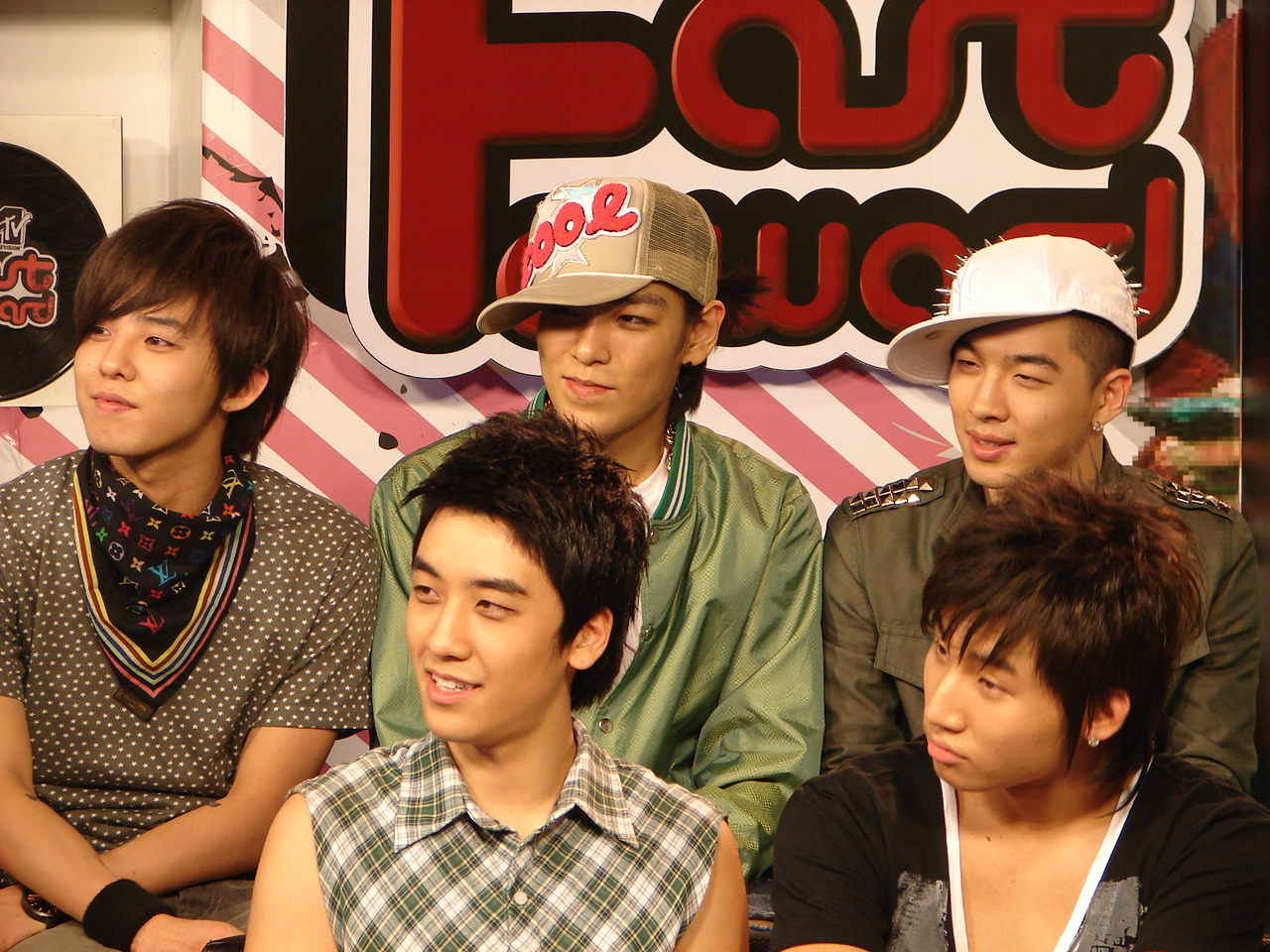
I Big Bang in Thailandia

L'8 febbraio 2007, i Big Bang pubblicarono il loro album dal vivo, The First / Real Live Concert, che ha venduto 30.000 copie entro la fine dell'anno. Iniziarono il Want You Tour, visitando cinque città: Incheon, Taegu, Changwon, Jeonju e Pusan. Il loro primo EP, Always, segnò diversi cambiamenti per il gruppo. Sebbene i membri si fossero precedentemente impegnati con la scrittura e la composizione, il gruppo ha avuto un maggiore controllo creativo sulla propria musica, allontanandosi dalle proprie radici hip-hop. G-Dragon ha composto e scritto la maggior parte delle tracce, incluso il singolo Lies. L'EP vide l'introduzione della musica elettronica per i Big Bang. Le critiche furono abbastanza positive, in particolare per quanto riguarda Lies, che i critici descrissero "attraverso il tetto". Pubblicato come singolo principale, divenne il loro primo successo, e l'album vendette oltre 120.000 copie. Rimase in cima alle classifiche musicali per sei settimane. Lies è diventata la prima canzone a vincere il premio canzone del mese ai Cyworld Digital Music Awards per due mesi consecutivi, oltre a raccogliere le vendite mensili più elevate nella storia dwi Cyworld, con oltre 200.000 copie vendute a settembre.
Nel novembre pubblicarono Il loro secondo EP, Hot Issue, contenente sei brani tutti scritti da G-Dragon, che era anche il produttore dell'album. Hot Issue seguì il successo del suo predecessore: il singolo principale, Last Farewell, superò diverse classifiche, tra cui anche quelle di Melon per otto settimane consecutive. Vinse il premio Canzone del mese di Cyworld. Fool e But I Love U, altri brani dell'EP, si classificarono tra i primi 10. Il successo portò le vendite di Hot Issue a spostare oltre 120.000 copie in totale in Corea del Sud. Il gruppo organizzò un concerto, con la vendita dei biglietti finiti in 10 minuti.
A causa di un eccesso di prestazioni e di esaurimento, diversi membri del gruppo furono ricoverati in ospedale, interrompendo le attività promozionali. Nonostante ciò, i loro album e singoli erano molto richiesti, facendo sì che la loro casa discografica li ristampassero e li riconfezionassero per la pubblicazione.
Sulla scia del successo dei loro EP, il gruppo ha collezionato numerosi premi, tra cui Best Male Group e Song of the Year per Lies al Mnet Asian Music Awards del 2007. In seguito hanno ricevuto l'Artist of the Year e il Digital Record of Year awards ai Seoul Music Awards. Il gruppo ha guadagnato un totale di ₩ miliardi 12 ($ 11.5 milioni di euro) entro la fine dell'anno.
Il loro primo EP giapponese, For the World pubblicato nel 2008 ha segnato il numero 10 nella classifica Oricon. Il gruppo ha anche tenuto un concerto alla JCB Hall di Tokyo Dome City. I Big Bang tornarono in Corea del Sud dopo la fine delle loro promozioni in Giappone. Sebbene le attività di gruppo siano state ritardate a causa dei progetti da solisti, è stato pubblicato il loro terzo EP coreano, Stand Up, che superò le 200.000 vendite. Day by Day, il singolo principale, ha mantenuto la prima posizione per sette settimane consecutive. Diventò anche uno dei singoli di maggior successo di tutti i tempi in Corea del Sud, con oltre cinque milioni di download digitali nella sola Corea del Sud.
I Big Bang pubblicarono una canzone giapponese Number 1, dal loro primo album in studio giapponese con lo stesso nome, eseguendo la canzone su programmi giapponesi e programmi TV; l'album raggiunse il terzo posto nella classifica Oricon. I Big Bang ricevettero il loro secondo premio Artist of the Year ai Mnet Asian Music Awards del 2008. Alla fine del 2008, è stato segnalato che i Big Bang guadagnano con un totale di ₩ miliardi 36 ($ il 34,5 milioni di euro).

### 2009-2011: attività da solisti, attività giapponesi e successo commerciale
Mentre il gruppo era in pausa all'inizio del 2009, i membri hanno intrapreso delle attività da solista. Si sono riuniti per collaborare con le 2NE1, il nuovo gruppo di ragazze della loro etichetta che era stato soprannominato "The Female Big Bang", per Lollipop, una canzone usata per promuovere un cellulare di LG Cyon. Venne girato anche un video musicale per la promozione. I Big Bang hanno anche pubblicato il loro terzo singolo digitale "So Fresh, So Cool" per promuovere il marchio di birra "Hite", anche se Seungri non era nello spot a causa di problemi legati alla sua età. Il loro secondo album in studio giapponese è stato pubblicato sotto la Universal Music nell'agosto del 2009 ed è stato promosso con due singoli: My Heaven e Gara Gara Go!! (ガラガラ GO!!?)". "My Heaven", una riregistrazione giapponese del loro singolo coreano Heaven da Stand Up, ha debuttato alla 3ª posizione della Oricon Music Chart. Gara Gara Go! arrivò al quinto posto e l'album stesso raggiunse la 3ª posizione.
Dando il via al nuovo anno con il concerto Big Show 2010 alla Olympics Gymnastics Arena, I Big Bang volaronk in Giappone per imbarcarsi nel loro Electric Love Tour. Erede terzo album in studio giapponese, Big Bang 2 (2011) è stato preceduto da tre singoli: Koe wo Kikasete (声をきかせて?, lit. Let Me Hear Your Voice), Tell Me Goodbye, e Beautiful Hangover. "Koe wo Kikasete" è stato usato nel dramma giapponese Ohitorisama (おひとりさま?, One Person), e ha raggiunto la 4ª posizione sulla Oricon Chart. "Tell Me Goodbye" venne inclusa nella riedizione giapponese del dramma coreano Iris. La canzone divenne popolare e ottenne recensioni favorevoli, vinse anche il 52° Japan Record Awards. Vennero anche pubblicati due singoli promozionali nel loro paese d'origine: Lollipop Part 2 per promuovere ancora una volta il telefono Lollipop di LG Cyon, e Shout of the Reds con la band rock coreana Transfixion e la pattinatrice Kim Yuna a sostegno della Coppa del Mondo 2010. Per la maggior parte dell'anno, i membri hanno promosso individualmente il proprio lavoro, inclusa l'introduzione della sotto-unità GD & TOP con il loro album in collaborazione. I Big Bang hanno anche vinto numerosi premi importanti, tra cui il premio Best 5 New Artists dal 24° Japan Gold Disc Awards così come il premio Best New Artist. Verso la fine di maggio, il gruppo ha ricevuto i premi come miglior video pop e miglior nuovo artista dagli MTV Video Music Awards Japan 2010.
Dopo quasi due anni di pausa come gruppo completo, i Big Bang sono tornati in Corea del Sud con il loro concerto al Big Show del 2011, anticipando le canzoni dell'EP in arrivo Tonight. L'album vendette 10.000 copie in prevendita su Cyworld, battendo il record stabilito di 6.500 copie di TVXQ nel 2008, e raggiunse le 100.000 unità in una settimana. La ricezione dell'album è stata positiva, con Choi Jun of Asiae che si complimentò con la nuova direzione del gruppo nella loro musica, riconoscendo che durante i due anni di pausa, lo "stile e la sensibilità musicale del gruppo si erano approfonditi". Una settimana dopo la pubblicazione dell'album, venne riferito che i Big Bang avevano già guadagnato 7 miliardi di won (5,9 milioni di euro). Il loro singolo era arrivato al primo posto sulla Gaon Digital Chart, mentre altri quattro album hanno raggiunsero la top 10, incluso Café che raggiunse la 2ª posizione e What is Right? che raggiunse la 4ª posizione. Dopo che le promozioni per Tonight finirono, Big Bang pubblicò un album in edizione speciale con due nuovi brani: Love Song e Stupid Liar. Il loro terzo tour giapponese, Love and Hope, iniziò a maggio a sostegno dell'album. Tutti gli spettacoli furono esauriti e un totale di 100.000 fan partecipò al tour.
Agli MTV EMA del 2011, i Big Bang vinsero il premio Best Worldwide Act come rappresentanti della regione Asia-Pacifico con oltre 58 milioni di voti. "Love Song" vinse anche il premio come miglior video musicale ai Mnet Asian Music Awards del 2011. Alla fine dell'anno, i Big Bang parteciparono al tour dei concerti del 15º anniversario della famiglia YG. Questo venne seguito da una pubblicazione del loro terzo album dei Greatest Hits The Best of Big Bang (2011) il 14 dicembre, che conteneva una versione giapponese di Day by Day. L'album ha superato la classifica Oricon Daily nel suo primo giorno di uscita e ha venduto oltre 14.000 copie nella prima settimana. Venne riferito che i Big Bang guardagnarono 78 miliardi di non ($ 62,2 milioni di euro) nel 2011. I guadagni includevano il concerto del Big Bang Show degli SBS, il loro concerto del Big Show del 2011 e il loro tour Love and Hope in Giappone.

### 2012-2014: successo internazionale, primo tour mondiale e la pausa

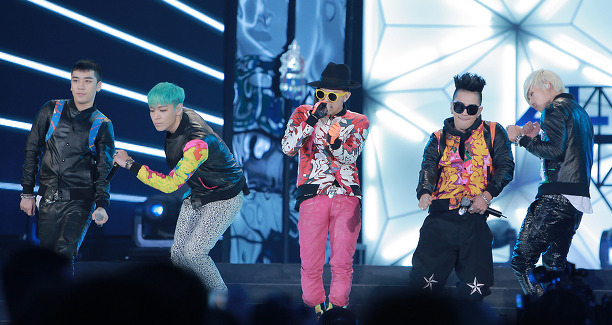
I Big Bang nel 2012

Nel gennaio 2012, la YG Entertainment ha iniziato a pubblicare teaser per il quinto EP coreano del gruppo, Alive, che è stato pubblicato in formato sia digitale che fisico a febbraio. I preordini per Alive sono ammontati a 260.000 copie in due settimane. L'album è stato generalmente ben accolto ed elogiato per aver messo in mostra "progressi, varietà musicale, e non conformità" del gruppo "pur mantenendo l'identità unica dei Big Bang" da Mithun Divakaran. Tre singoli furono pubblicati per promuovere l'album: Blue, il singolo principale, fu pubblicato una settimana prima dell'album e raggiunse la posizione numero uno in tutte le principali classifiche nazionali; il secondo singolo "Bad Boy" raggiunse il numero massimo due ed è stata l'unica canzone K-Pop ad essere inclusa nelle migliori canzoni di Fuse nell'elenco del 2012, mentre l'ultima, Fantastic Baby, è arrivata al numero tre. Il video musicale di quest'ultimo è uno dei più popolari della band, avendo ricevuto oltre 310 milioni di visualizzazioni su YouTube, il video più visto da un gruppo coreano dal 2017. Sostenuto dai singoli, l'EP ebbe un successo commerciale, vendendo oltre 200 000 copie dopo un mese. A livello internazionale, i Big Bang hanno ottenuto cinque punti dalla top-ten sulla Hot 100 di Billboard K-pop e si è classificato al n.150 sulla Billboard 200, rendendoli il primo artista coreano con un album coreano a farlo. La loro popolarità li ha anche spinti sulla Billboard Social 50, entrando al numero ventiquattro. Successivamente ricevettero il riconoscimento da importanti siti come la rivista Time e una foto del gruppo fu pubblicata sulla homepage dei Grammy Awards.
La pubblicazione dell'album ha coinciso con il loro concerto annuale, il Big Show 2012, tenutosi allo stadio del Parco Olimpico di Seoul dal 2 al 4 marzo a una folla esaurita di 40 000 persone. Questo ha segnato il calcio d'inizio ufficiale del loro primo tour mondiale, l'
Alive Galaxy Tour, in collaborazione con Live Nation. È stato diretto dal famoso coreografo Laurieann Gibson, con i Big Bang che si esibiscono in 21 città in oltre 13 paesi, con una partecipazione totale di 800.000 fans. Le riprese del concerto del Big Show sono state trasmesse in 160 paesi attraverso MTV World Stage, che ha spinto la promozione per il loro tour mondiale. L Alive Galaxy Tour ha segnato i primi concerti del gruppo negli Stati Uniti, a Hong Kong e in Europa. A causa della forte domanda, altri concerti si sono tenuti a Los Angeles, nel New Jersey e a Londra. Il quintetto si esibì anche per la prima volta in tre sedi della cupola giapponese, diventando il primo artista coreano ad esibirsi in tutte e tre queste sedi durante il suo tour. Il gruppo ha concluso il tour con concerti a Osaka a metà gennaio insieme a un periodo di tre notti all'Olympic Gymnastics Arena di Seul a fine mese.
La versione giapponese di Alive è stata pubblicata il 28 marzo sia digitalmente che fisicamente, con due tracce giapponesi aggiuntive. Inclusa nella copia fisica del loro album c'era una versione giapponese bonus della loro hit Day by Day. Ha venduto oltre 23.000 copie nel suo primo giorno dalla pubblicazione e ha raggiunto il numero due nelle classifiche Oricon, alla fine vendendo oltre 200.000 copie in totale e certificato oro dalla RIAJ. Le promozioni giapponesi sono iniziate con un'esibizione al Festival di Springroove del 2012 insieme ai migliori artisti hip-hop americani e giapponesi. I Big Bang sono stati il primo gruppo coreano ad essere invitati insieme alle compagne di etichetta, 2NE1. In seguito al successo del loro ritorno, i Big Bang pubblicarono un album in edizione speciale dal titolo Still Alive il 3 giugno, che presenta quattro nuove tracce tra cui due nuove tracce coreane di cui il loro singolo principale era intitolato Monster, nonché remake coreani delle due tracce aggiuntive nella versione giapponese di Alive. L'album ha venduto oltre 100.000 copie nel suo primo mese di pubblicazione. Una speciale edizione di Monster del loro album giapponese Alive è stata anche pubblicata il 20 giugno, a seguito della sua controparte coreana.
Il successo del loro album in edizione speciale ha ulteriormente rafforzato il riconoscimento globale del gruppo, raggiungendo un picco al n. 11 nella Billboard Social 50. Il 30 novembre 2012, i Big Bang hanno ricevuto un totale di tre premi al 14° Mnet Asian Music Award, tra cui il miglior gruppo maschile e artista dell'anno. G-Dragon ha anche vinto il premio come miglior maschio solista durante l'evento. Hanno anche ricevuto il premio per la categoria Miglior Fan agli Italian TRL Awards. Dopo aver concluso le attività promozionali, i membri hanno intrapreso attività individuali per la maggior parte del 2013 e 2014.
I Big Bang si sono riuniti a novembre 2013 per il Japan Dome Tour, tenendo concerti in sei diverse arene a cupola in Giappone, essendo il primo gruppo straniero a farlo. Riunendo oltre 770.000 fan, le entrate totali del tour, inclusi i biglietti venduti e le vendite di merchandising, sono ammontate a $94 milioni. Nell'ottobre 2014, il gruppo si è esibito alla cerimonia di chiusura dei Giochi asiatici del 2014, tenutasi a Incheon, in Corea del Sud. Un mese dopo, il quintetto iniziò il loro secondo tour della cupola giapponese, che era la prima volta che un artista straniero si esibiva in cinque arene a cupola del Giappone per due anni consecutivi. Alla fine del 2014, i Big Bang era l'artista coreano che ha attirato il maggior numero di partecipanti in Giappone per l'anno e il secondo gruppo in generale.

### 2015-2016: secondo tour mondiale e decimo anniversario

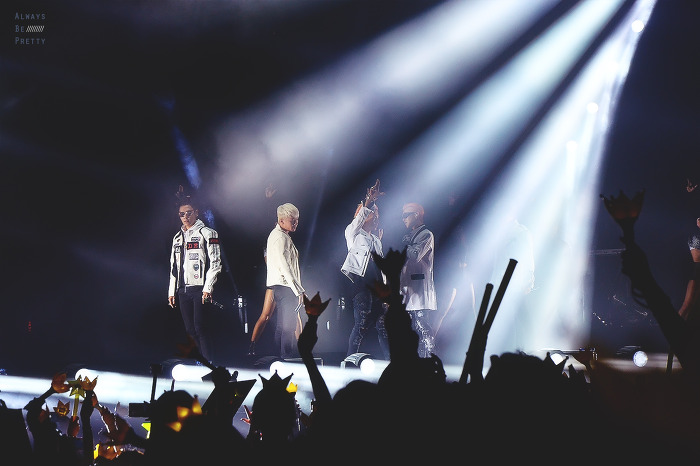
I Big Bang si esibiscono a Dalian, durante il Made World Tour nel 2015

I Big Bang sono andati in pausa per due anni mentre G-Dragon ha vissuto una "crisi di carriera" e non è stato in grado di trovare l'ispirazione per scrivere nuova musica per la band, spiegando che "In passato, anche dopo essere tornato da una lunga giornata stancante, avrei scritto almeno due canzoni nel dormitorio prima di dormire come se fosse mio dovere. [Nel 2014], tuttavia, le cose non andavano bene per me, quindi l'album continuava a essere ritardato". Nel 2015, I Big Bang fecero il loro ritorno pubblicando singoli speciali per il loro album Made: M, A, D ed E. Il primo singolo, M, pubblicato a maggio, include le due canzoni Loser e Bae Bae, che hanno debuttato rispettivamente al numero uno e al numero due della World Digital Songs di Billboard, rendendo il quintetto la prima boy band K-pop in cima alla classifica e il secondo artista coreano ad occupare contemporaneamente le prime due slot dopo il compagno di etichetta Psy. "Loser" ha vinto Song of the Year al 30° Golden Disc Award, mentre Bae Bae ha vinto Song of the Year al 13° Korean Music Award. Entrambi i brani sono stati nominati da Billboard come una delle migliori canzoni K-pop del 2015, con Loser in cima alla lista. Il mese seguente vide l'uscita di A, che includeva Bang Bang Bang e We Like 2 Party, che occupò anche le posizioni numero uno e due nella classifica digitale mondiale di Billboard. "Bang Bang Bang" ha vinto Song of the Year al 17° Mnet Asian Music Award, ed è stato il singolo più performante del 2015 in Corea del Sud secondo la Gaon Digital Chart. D è stato pubblicato a luglio e include Sober (맨 정신?, MaenjeongsinLR) e If You. If You è entrata nella World Digital Chart di Billboard al numero due e in testa alla Gaon Digital Chart, mentre "Sober" ha segnato il numero due nel loro paese d'origine. Le pubblicazioni mensili consecutive si sono concluse con E ad agosto, con le canzoni Zutter (쩔어?, JjeoreoLR), con il sottogruppo di GD & TOP, e Let's Not Fall in Love (우리 사랑 하지 말아요?, Uri Saranghaji MarayoLR). Quest'ultimo ha raggiunto il numero uno nella classifica Gaon Digital e nella classifica World Digital Songs di Billboard.
Per promuovere i loro singoli, i Big Bang hanno intrapreso il loro secondo tour mondiale che ha ricevuto consensi dalla critica e ha avuto successo commerciale. Iniziato con due spettacoli a Seul il 25 e 26 aprile, il tour ha riunito 1,5 milioni di fan in tutto il mondo, rendendolo il tour più grande di qualsiasi gruppo coreano. Alla fine dell'anno, i Big Bang avevano guadagnato oltre 150 miliardi (120 milioni di dollari). Nonostante il successo commerciale dei singoli, l'uscita dell'intero album è stata posticipata per aggiungere nuove canzoni all'album e far riposare il gruppo dopo quattro mesi di promozioni. I Big Bang hanno continuato a visitare il 2016 per il loro tour Made V.I.P, visitando Cina, Macao, Malaysia, Singapore, Taiwan e Stati Uniti. Il gruppo è stato l'artista con il più alto guadagno del 2016 nella Cina continentale in base alle entrate dei concerti, guadagnando 70,3 milioni di USD, pari al 70% dell'intero botteghino totale degli artisti sudcoreani in Cina per l'anno. Ad aprile e maggio, hanno fatto un tour in Giappone per il loro tour Fantastic Babys, incontrando 280.000 fans.
Numerosi progetti furono lanciati per commemorare il decimo anniversario del gruppo. Il primo è stato il film documentario Big Bang Made, che ha seguito il gruppo attraverso il loro Made Tour nel 2015, uscito il 30 giugno 2016. La band ha tenuto un tour di concerti per il decimo anniversario, 0.TO.10, da luglio 2016 a gennaio 2017, che includeva spettacoli da stadio esauriti allo Yanmar Stadium Nagai di Osaka, in Giappone e al Seoul World Cup Stadium di Seoul, in Corea del Sud. Il tour ha attirato 781.500 partecipanti da 16 concerti in Giappone, e ha fatto diventare i Big Bang il gruppo con il più grande potere di mobilitazione per concerti dell'anno in Giappone, la prima volta che un atto straniero è stato in cima alla lista. Complessivamente, hanno raccolto 1,1 milioni di presenze per il tour. La band ha anche organizzato una mostra d'arte, dal titolo A TO Z, per mostrare la storia del gruppo e per celebrare un decennio con i loro fan. La mostra si è svolta dal 5 agosto al 30 ottobre presso la S-Factory di Seoul. La mostra ha viaggiato a Taipei, Taiwan, dal 24 giugno al 22 agosto 2017.
Dopo un anno di ritardo, Made è stato pubblicato nel dicembre 2016. Sono stati annunciati due singoli per l'uscita: Fxxk It (에라 모르겠다?, Era MoreugeddaLR) e Last Dance. Le due canzoni, insieme a Girlfriend, occuparono i primi tre posti nella Gaon Digital Chart, vendendo oltre un milione di copie digitali combinate in cinque giorni. Le stesse canzoni hanno raggiunto il numero 2, 3 e 4 nella classifica dei Digital Digital Songs di Billboard, vendendo 13.000 copie combinate. La versione digitale di Made vendette oltre 1 milione di copie digitali su QQ Music, Kugou e Kuwo, le tre principali piattaforme musicali cinesi in un giorno. L'album ha debuttato al numero 172 della Billboard 200 degli Stati Uniti con 6.000 unità album equivalenti, 4.000 delle quali erano in vendita di album tradizionali, guadagnando alla band il loro secondo ingresso nella classifica. Hanno anche debuttato al n. 1 nella classifica degli album mondiali e nella classifica degli album dei cercatori di calore. Nel loro paese d'origine, la Corea del Sud, la versione fisica dell'album era in cima alla classifica degli Gaon Albums. Nel gennaio 2017 si sono tenuti due concerti finali al Gocheok Sky Dome per concludere il tour del decimo anniversario e le attività promozionali di Made.

### 2017-2019: servizio militare e abbandono di Seungri
T.O.P. si è arruolato per il suo servizio di due anni il 9 febbraio 2017 come poliziotto arruolato. Gli altri membri hanno continuato le promozioni senza di lui, tenendo il loro quinto tour annuale della cupola giapponese, l'Ult Dance Tour, a novembre con 14 concerti in quattro città con una partecipazione di 696.000 fan. I due spettacoli finali del tour si sono tenuti anche al Gocheok Sky Dome di Seoul il 30 e 31 dicembre.
Nel 2017, YG Entertainment distribuì un programma di realtà con protagonista il gruppo Run, Big Bang Scout! tramite YouTube Red, che è stato il primo contenuto originale del servizio ad essere prodotto in un paese al di fuori degli Stati Uniti. Il primo episodio del programma è stato pubblicato gratuitamente e ha raccolto oltre 12,7 milioni di visualizzazioni su YouTube. L'anno seguente, i membri rimanenti iniziarono il loro arruolamento: G-Dragon il 27 febbraio, Taeyang il 12 marzo e Dae-sung il 13 marzo 2018. Seungri avrebbe dovuto arruolarsi il 25 marzo 2019. Il singolo, Flower Road, è stato pubblicato il 13 marzo 2018 come un addio ai loro fan. Flower Road ha stabilito un record in Cina, raggiungendo oltre un milione di vendite in 3 giorni e 14 ore, il minor tempo possibile per un artista coreano. La canzone ha anche superato la classifica mondiale delle canzoni digitali di Billboard e la Gaon Digital Chart, dove la canzone ha registrato il più alto indice digitale dell'anno fino ad ora.
L'11 marzo 2019, Seungri ha annunciato il suo ritiro dall'industria dell'intrattenimento a causa degli scandali che lo hanno coinvolto e gli han fatto prendere la decisione di lasciare il gruppo. Il 6 luglio 2019, T.O.P fu il primo membro ad essere dimesso dall'esercito. È stato seguito da G-Dragon il 25 ottobre 2019. Taeyang e Daesung furono dimessi il 10 novembre. Il 3 gennaio 2020, è stato annunciato che i Big Bang si sarebbero esibiti al Coachella Valley Music and Arts Festival, segnando la loro prima esibizione dal 2017. Il 10 marzo, è stato confermato dalla loro casa discografica che tutti e 4 i membri avevano rinnovato con successo i loro contratti discografici, preparandosi per un ritorno.

### 2022-presente: il ritorno
Il 7 febbraio 2022, la YG Entertainment ha annunciato che i Big Bang sarebbero tornati con un singolo digitale in primavera. Ha anche annunciato che T.O.P aveva terminato il suo contratto esclusivo con la YG Entertainment, sebbene avrebbe continuato a partecipare alle attività del gruppo. Il gruppo ha pubblicato un nuovo singolo intitolato Still Life il 5 aprile, il loro primo ritorno dopo quattro anni e il primo come quartetto. Still Life ha debuttato al primo posto nella Gaon Digital Chart della Corea del Sud, diventando l'undicesima canzone dei Big Bang in cima alla classifica, un record per qualsiasi gruppo nella storia della classifica. Dopo soli tre giorni e mezzo di registrazione, il singolo ha raggiunto la top 10 anche nelle classifiche Global 200 di Billboard, diventando il terzo gruppo coreano a riuscirci. Il singolo ha debuttato al numero uno nella classifica di Hong Kong, Malesia, Singapore e Vietnam, includendo anche un terzo posto nella Taiwan Singles Chart e nella Australia Hitseekers Singles, diventando il primo brano del gruppo ad entrare in questi paesi. Il singolo ha debuttato nella top 100 di diversi paesi, tra cui Indonesia, Nuova Zelanda, Paesi Bassi, Ungheria, Giappone, Regno Unito e Canada. Il 27 dicembre 2022, YG ha confermato che Daesung aveva rescisso il suo contratto e che era alla ricerca di un nuovo inizio.
Il 31 maggio 2023, T.O.P annuncia pubblicamente la propria uscita dalla band. In un'intervista risalente al gennaio 2025, T.O.P ha escluso un ritorno con il gruppo, affermando che la sua uscita derivasse dallo scandalo affrontato anni prima e che si sentisse in imbarazzo nell'affrontare gli altri membri. Nel giugno 2023 è scaduto il contratto ufficiale di G-Dragon con la YG, rendendolo l'ultimo membro dei Big Bang a lasciare l'etichetta. Nel gennaio 2024, il profilo artistico del gruppo è stato rimosso da YG, il che significa che il gruppo non è più sotto l'etichetta. Il 23 novembre 2024, il gruppo si è esibito a sorpresa durante il concerto solista di G-Dragon ai MAMA Awards 2024 di Osaka, segnando la loro prima esibizione dal vivo dal 2017. Hanno eseguito le canzoni di G-Dragon Home Sweet Home, Bang Bang Bang e Fantastic Baby.

## Stile

### Musica
I Big Bang sono stati elogiati per la loro individualità e capacità di fondere un suono pop con elementi rap, R&B e dance. Il quintetto è noto per lo sperimentalismo e per uno "stile musicale dominante che supera i confini di genere". Durante i primi giorni della loro carriera, la musica dei Big Bang era prevalentemente hip hop e pop rap, sebbene incorporassero anche brani R&B nei loro album. Uno scrittore per Yahoo! Una volta il Giappone ha confrontato i suoi primi materiali con quelli degli artisti hip-hop americani come i The Black Eyed Peas, affermando che le loro canzoni includevano "voci accattivanti, [...] rap e personaggi". La canzone Ma Girl, il primo assolo di Taeyang dal primo album del gruppo, è stata descritta come "[s]mooth, sexy e bass-heavy" e che ricorda Omarion. Allo stesso modo, il primo assolo di Seungri dello stesso album, Next Day (다음날?, Daeum NalLR), è stato dichiarato avere "intense vibrazioni Usher degli anni '90”.

## Formazione
Attuale
- G-Dragon (지드라곤)  – leader, voce, rap (2006–presente)
- Taeyang (태양) – voce (2006–presente)
- Dae-sung (대성) – voce (2006–presente)

Ex componenti
- T.O.P (티오피) – voce, rap (2006–2023)[186]
- Seungri (승리) – voce (2006–2019)[166][197]

Sottogruppi
- GD & TOP (G-Dragon e T.O.P; 2010–2022)
- GD × Taeyang (G-Dragon e Taeyang; 2014–2015)

## Discografia
- 2006 – Bigbang Vol. 1
- 2008 – Number 1
- 2008 – Remember
- 2009 – Big Bang
- 2011 – Big Bang 2
- 2012 – Alive
- 2016 – Made Series
- 2016 – Made

## Filmografia

### Cinema
- Big Bang Made, regia di Byun Jin-ho (2016)

### Televisione
- Big Bang: The Beginning – programma televisivo (2006)
- Big Bang TV – reality show (2011)
- Run, BIGBANG Scout! – reality show (2017)

### Documentari
- Big Bang MADE: The Documentary (2016)

## Tournée
- 2012/13 – Alive Galaxy World Tour
- 2013/14 – Japan Dome Tour
- 2014/15 – Japan Dome Tour "X"
- 2015/16 – Made World Tour
- 2016/17 – 0.TO.10
- 2017 – Last Dance Tour

## Riconoscimenti

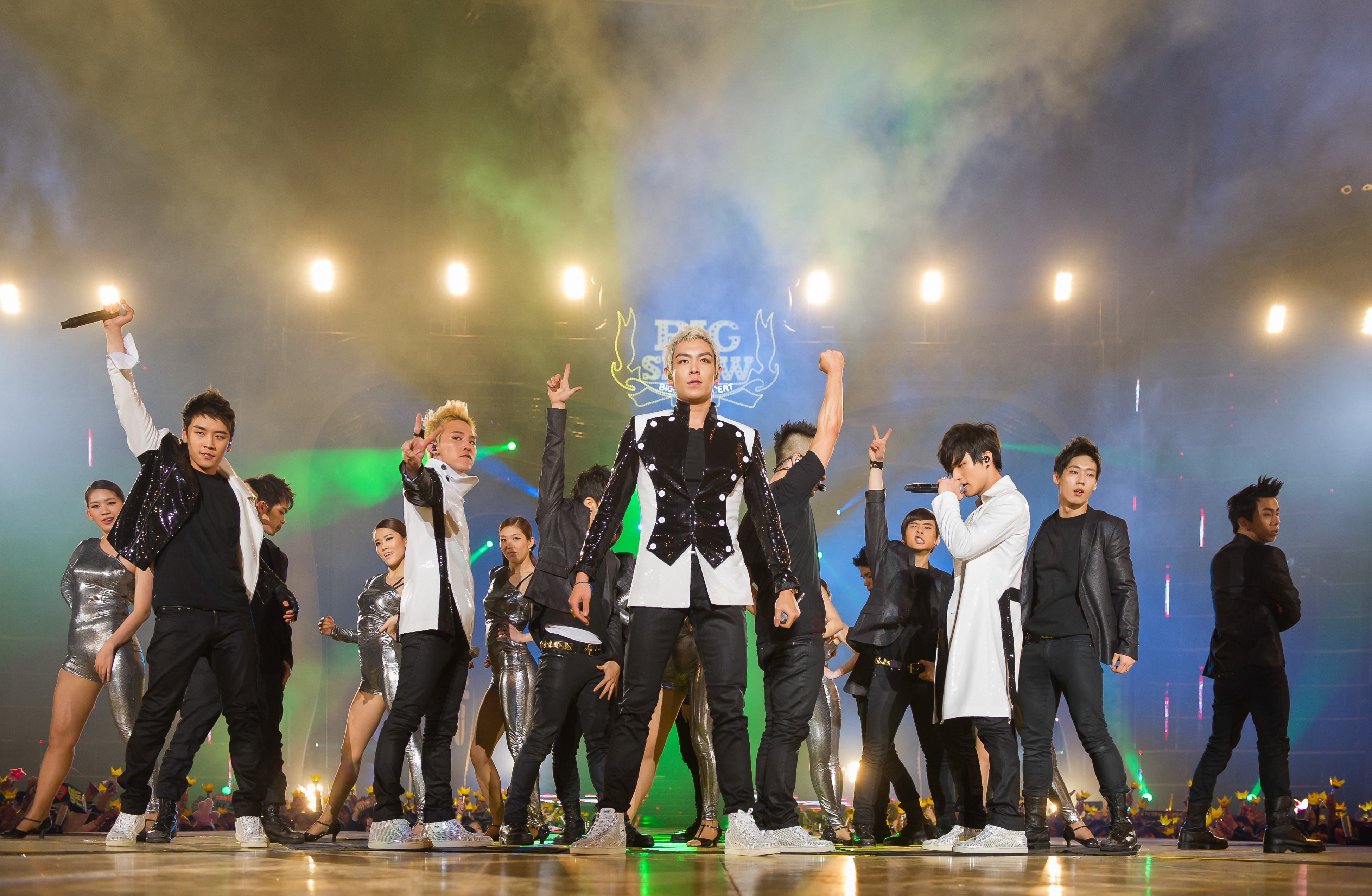
I Big Bang nel 2011

Il gruppo è noto per le sue canzoni multiple, con il Gaon Chart che riporta che i consumatori di musica hanno imparato a fidarsi della qualità del gruppo, definendolo un "fenomeno" perché il loro materiale è "consumato in modo uniforme da una varietà di fasce d'età". Ciò ha permesso loro di vincere diversi premi Song of the Year da numerosi premi, incluso il 13° Korean Music Awards, per "Bae Bae" e il 30 ° Golden Disc Awards per "Loser". Sono stati incoronati Artist of the Year al 17° Seoul Music Awards nel 2008 e al 7° Melon Music Awards nel 2015. Il gruppo è stato il primo artista a vincere più di un premio Artist of the Year dai Mnet Asian Music Awards, avendo vinto nel 2008, 2012 e 2015. Il gruppo ha vinto numerosi premi come miglior nuovo artista durante i primi anni della loro carriera in Giappone. Hanno vinto tre World Music Awards, tra cui Video of the Year per "Fantastic Baby". Il Big Bang è diventato il primo e unico artista coreano a vincere un premio agli MTV Italian Music Awards quando hanno portato a casa il premio Best Artist from the World nel 2016. Il quintetto è stato premiato con il premio per il gruppo più influente in Asia al 5° Gaon Chart K-Pop Awards e con un premio Special Achievement al 58° Japan Record Awards.
Nel 2014, in occasione del decimo anniversario del lancio del mercato della musica digitale in Corea del Sud, i Big Bang si sono rivelati il secondo gruppo con le canzoni hit più digitali della storia. Con l'uscita di Made Singles nel 2015, sono diventati i primi. I loro album Hot Issue (2007), Stand Up (2008), Remember (2008), Tonight (2011) e Alive (2012) sono stati anche citati come alcuni degli album digitali di maggior successo nella storia. Il loro successo è stato il 2007 "Lies", che rimarrà nella Top 100 della Melon Chart per oltre 54 settimane, la prima canzone a spendere oltre 50 settimane in classifica, incluse 22 settimane nella Top 10. Il loro singolo di follow-up "Last Farewell" ha segnato il record di tutti i tempi per la maggior parte delle settimane trascorse al numero 1 di Melon, in cima alla classifica per 8 settimane consecutive. Nel 2011 raggiunsero la cima della Hall of Fame di Cyworld, facendo di loro l'artista più venduto di tutti i tempi sulla classifica. Il loro EP Tonight (2011) è diventato il primo album di K-pop a raggiungere la Top 10 della classifica iTunes americano. Nel 2015, sono diventati il primo artista ad avere tre canzoni nella Top 5 della Gaon Digital Year End Chart, così come il primo gruppo a tenere il primo e il secondo spot contemporaneamente nello stesso anno. Sono anche diventati il primo artista ad essere al primo posto sulla classifica digitale Gaon per quattro mesi consecutivi. Il loro terzo album Made (2016), è stato certificato Diamond dal servizio musicale cinese QQ Music e divenne uno degli album più venduti di tutti i tempi in Cina. Nel 2016, "Lies" e "Day by Day" hanno rivelato di essere rispettivamente la seconda e la quinta canzone più scaricate in Corea del Sud dal 2006. Sono il gruppo asiatico più visto di YouTube, con oltre quattro miliardi di visualizzazioni. Il video musicale di "Fantastic Baby" è diventato il primo di un gruppo K-pop a superare 200 e 300 milioni di visualizzazioni su YouTube. Sono anche diventati il primo artista coreano ad avere nove video musicali con oltre 100 milioni di hit di YouTube.

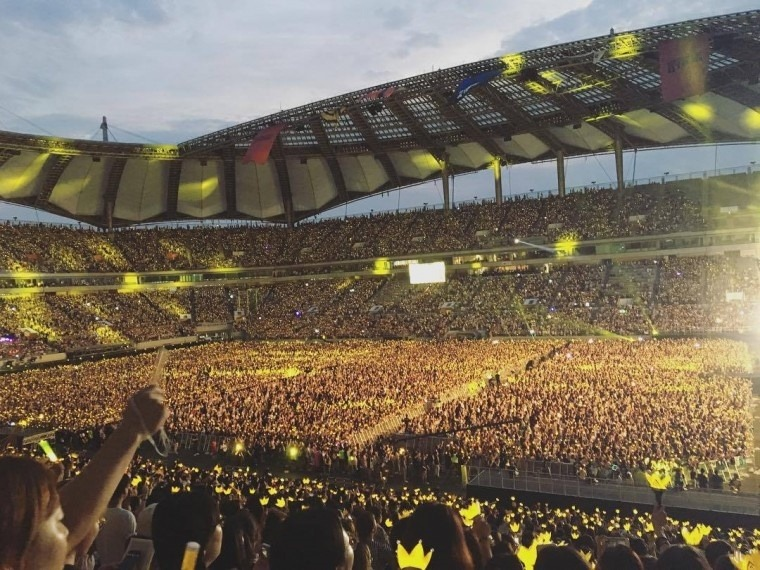
Il concerto del decimo anniversario dei Big Bang al Seoul World Cup Stadium il 20 agosto 2016 che ha visto la partecipazione di 65.000 persone

Il loro primo tour mondiale stabilì il record per la vendita di biglietti più alta a Taiwan, mentre i loro spettacoli a Londra hanno riunito la più grande folla per un concerto K-Pop tenuto nel Regno Unito. Il loro Japan Dome Tour nel 2013 è diventato il tour di maggior incasso di un artista straniero in Giappone. Inoltre, il loro Made World Tour, il tour più seguito di un gruppo coreano della storia, ha registrato diversi record per il gruppo: il concerto K-pop online più visto della storia, il primo straniero a tenere un tour giapponese per tre anni consecutivi, l'unico straniero a tenere tre concerti di fila alla Shanghai Arena, il primo artista coreano a tenere un concerto di due giorni a Kuala Lumpur, il più grande tour kpop in arena nella storia degli Stati Uniti, il primo straniero a vendere tre concerti a Hong Kong in due diverse occasioni, uno dei concerti più costosi della storia della Malesia, il più grande tour in Cina di qualsiasi gruppo coreano, e il più grande concerto di K-pop messo in scena in Canada. Dietro le quinte le riprese del tour sono state documentate nel loro primo film, Big Bang Made, che è diventato il documentario musicale più visto in Corea. Il loro concerto per il decimo anniversario tenutosi allo stadio Coppa del mondo di Seoul ha visto la partecipazione di 65.000 persone, che è stato il più grande pubblico di sempre per un singolo evento da headliner in Corea del Sud. Con il loro Last Dance Tour nel 2017, i Big Bang hanno battuto il proprio record di essere il primo gruppo straniero a tenere un tour giapponese per cinque anni consecutivi.